# Caboclo Sonhador
Caboclo Sonhador é o décimo oitavo álbum de estúdio do cantor, compositor e instrumentista cearense Raimundo Fagner lançado pelo selo BMG em 1994.

## Faixas
1. "Cavaleiro da Noite"
2. "Lembrança de Um Beijo"
3. "Caboclo Sonhador"
4. "Nos Tempos de Menino"
5. "Minha Vidinha"
6. "Falsa Folia"
7. "Baião da Garoa"
8. "Fan Ran Fun Fan"
9. "Estrela Guia"
10. "É Proibido Cochilar/Forró Desarmado/Forró Número 1"
11. "Casamento da Raposa" (Instrumental)